# Petkum
Petkum (Oostfries:Petjem) is een dorp in de Duitse deelstaat Nedersaksen. Tot 1972 was het deel van de Landkreis Leer, sindsdien is het bestuurlijk een deel van de stad Emden.
Het kleine dorp, de oudste kern gelegen op een warft aan de Eems, heeft een lange geschiedenis. In 2006 vierde Petkum het 1200-jarig bestaan van het dorp. De Antoniuskerk is gebouwd in de dertiende eeuw. Het dorp is met een veer verbonden met Ditzum aan de andere kant van de rivier.

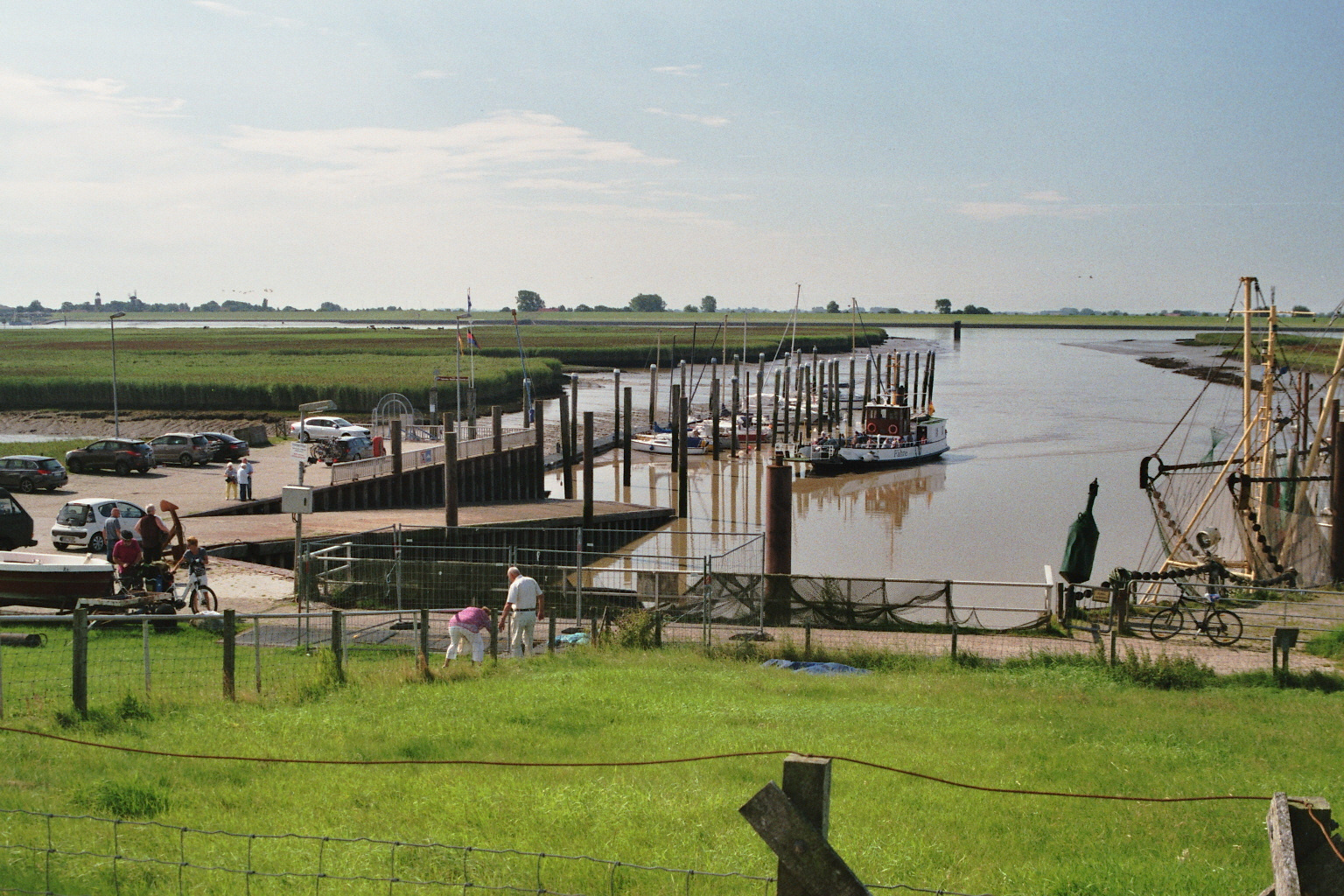
De haven van Petkum waar het veer van Petkum - Ditzum bezig is aan te leggen

- Virtual International Authority File: 234793634